# Prix Monte-Cristo
Der Prix Monte-Cristo ist ein französischer Literaturpreis, der 2019 erstmals verliehen wurde. Der Preis wird von einer aus Insassen des Gefängnisses von Fleury-Mérogis, der größten Strafanstalt Europas, bestehenden Jury vergeben. Der Name des Preises bezieht sich auf den Roman Der Graf von Monte Christo von Alexandre Dumas, in dem der Protagonist Edmond Dantès 14 Jahre lang (unschuldig) eingekerkert wird. Das ausgezeichnete Werk muss auf Französisch im vorangegangenen Jahr erschienen sein. Der Preisträger wird aus einer Longlist gewählt. Die Einrichtung des Preises geht zurück auf eine Initiative von Michèle Gazier, Autorin und Übersetzerin, von Roxane Defer vom Verlag Éditions Héloïse d’Ormesson und von Maëlle Guillaud, Autorin und Lektorin des Verlags Albin Michel, und wurde von der Gefängnisleitung unterstützt. Schirmherr und Sponsor des Preises ist der Schriftsteller Daniel Pennac.
Erste Preisträgerin war Émilie de Turckheim mit ihrem Roman L’Enlèvement des Sabines (Der Raub der Sabinerinnen). Die acht Romane der Longlist hatten das Thema Enfermements (Einkapselungen).